# Oxyonchus evelynae
Oxyonchus evelynae is een rondwormensoort uit de familie van de Enoplidae. De wetenschappelijke naam van de soort is voor het eerst geldig gepubliceerd in 2004 door Nicholas.